# Gonomyia lyra
Gonomyia lyra (лат.) — вид комаров-болотниц.
Длина тела самцов 5—5,5 мм, длина крыла 3,8—4,2 мм; длина тела самок 5—5,6 мм, длина крыла 4—4,5 мм. Основной цвет комара красновато-жёлтый или жёлтый. Усики и ноги жёлтые, бёдра на вершине широко и заметно зачернены. Крылья чисто жёлтые с узкими коричневыми швом. Брюшные тергиты двухцветные: красновато-коричневые и более жёлтые у каудальных краёв. Боковые края брюшка чёрно-коричневые.